# ألان كايديك
ألان كايديك مواليد 15 يونيو 1963 في الفلبين، هو لاعب كرة سلة فلبيني سابق أصبح مدرباً بدأ مسيرته الاحترافية في سنة 1987 وحمل الرقم 8. مثّل منتخب بلاده. اعتزل اللعب في 1999.

## الميداليات
| الميدالية | المسابقة                       |
| --------- | ------------------------------ |
| ذهبية     | بطولة أمم آسيا لكرة السلة 1985 |
| فضية      | الألعاب الآسيوية 1990          |
| برونزية   | دورة الألعاب الآسيوية 1998     |